# Неотинея
Неотинея (лат. Neotinea) — небольшой род травянистых растений семейства  Орхидные (Orchidaceae).
Название рода связано с именем сицилийского ботаника Винченцо Тинео.
Представители рода естественным образом произрастают в большей части Европы, распространены в Средиземноморском регионе, на островах восточной части Атлантического океана, от Канарских островов, Мадейры и Ирландии до восточных районов Ирана и территории Западной Сибири.

## Виды
В прошлом, длительное время, род рассматривался как монотипный, включающий единственный вид Неотинея пятнистая (Neotinea maculata). Позже, в ходе филогенетических исследований род пополнился новыми видами, в значительной степени за счёт переноса ряда видов из рода Ятрышник (Orchis).
По данным The Plant List на 2013 год, род включает пять видов, один из которых имеет гибридное происхождение: 
- Neotinea lactea (Poir.) R.M.Bateman, Pridgeon & M.W.Chase, 1997 — Неотинея молочная
- Neotinea maculata (Desf.) Stearn, 1975 — Неотинея пятнистая
- Neotinea tridentata (Scop.) R.M.Bateman, Pridgeon & M.W.Chase, 1997 — Неотинея трёхзубчатая
- Neotinea ustulata (L.) R.M.Bateman, Pridgeon & M.W.Chase, 1997 — Неотинея обожжённая
- Neotinea ×dietrichiana (Bogenh.) H.Kretzschmar, Eccarius & H.Dietr., 2007